# Территориальное аббатство Гроттаферрата
Территориальное аббатство Санта-Мария-де-Гроттаферрата (итал. Santa Maria de Grottaferrata) или аббатство святого Нила (итал. Abbazia di San Nilo) — единственный в Италии непрерывно существующий  монастырь византийского обряда; основан святым Нилом Россанским в 1004 году. Находится в городе Гроттаферрата (область Лацио).

## История

### Основание монастыря
Монастырь Гроттаферрата находится в окрестностях древнего города Тускулума; непосредственно на месте обители в Античности находилась загородная вилла. Имена владельцев виллы остаются неизвестными. От построек виллы сохранились криптопортик, предположительно несший на себе видовую террасу,  и крипта — подземное сооружение из двух помещений с зарешеченными окнами, давшее название городу и монастырю (лат. crypta ferrata и итал. grotta ferrata означают «железная пещера»). По данным археологических исследований, начиная с V — VI веков новой эры крипта служила молельней. К моменту возникновения обители её будущая территория находилась во владении графов Тускуланских.

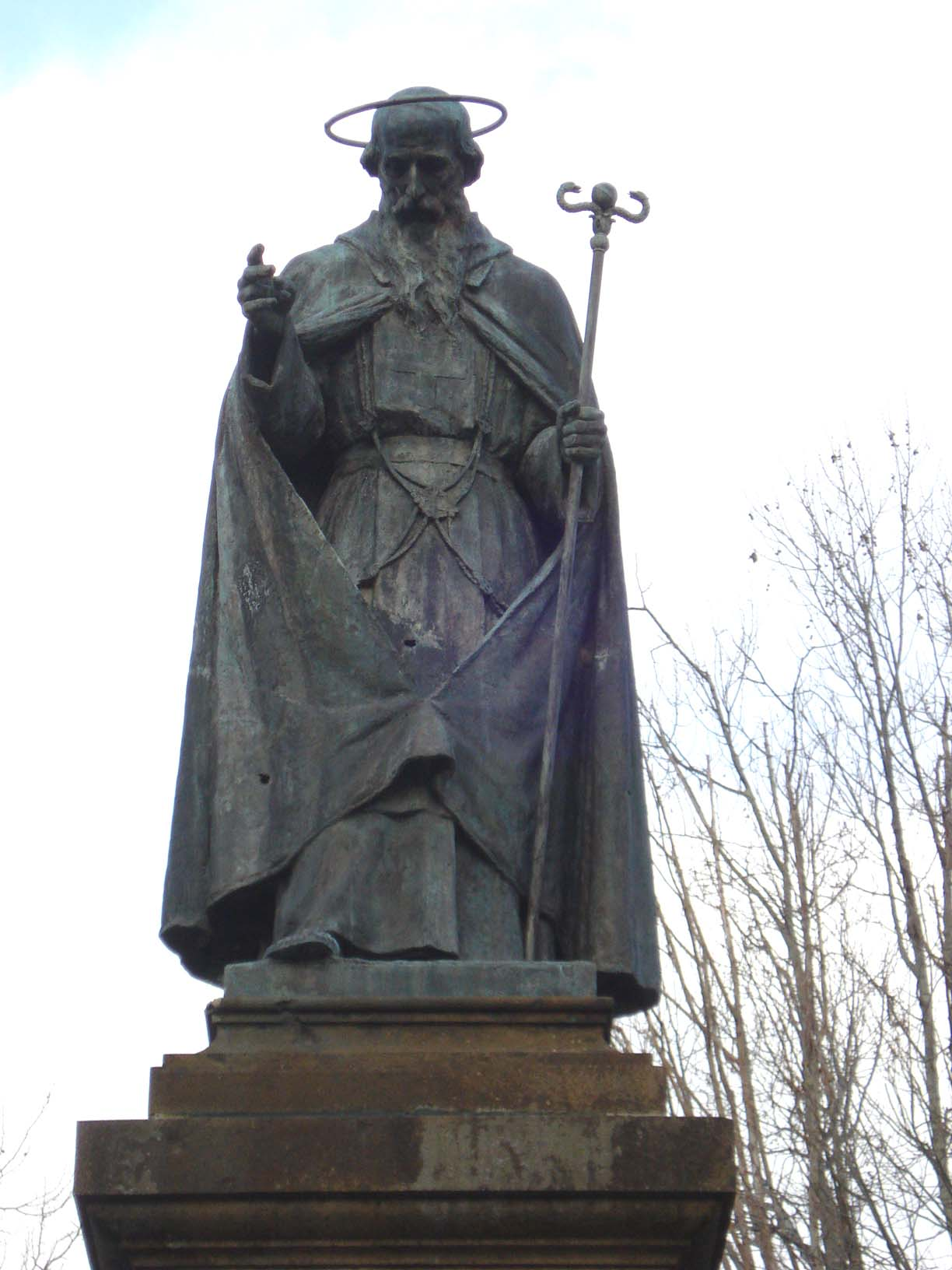
Памятник св. Нилу Россанскому в монастыре (1904)

Летом 1004 года святой Нил Россанский вместе с учениками покинул монастырь Валлелучо (около Гаэты), чтобы поселиться в Риме. По пути туда в окрестностях Тускулума Нил почувствовал приближение смерти и решил здесь остановиться.  Согласно местному преданию, Нилу Россанскому и его ученику Варфоломею Младшему в крипте явилась Богородица и указала на это место для устройства обители. Граф Григорий I Тускуланский, после встречи со святым, подарил последнему заброшенную виллу для обустройства нового монастыря. Через несколько месяцев, на закате 26 сентября 1004 года Нил Россанский умер и, согласно его воле, был погребён в простой могиле вблизи будущего храма.
Основные труды по устройству монастыря связаны с именем святого Варфоломея Младшего, избранного около 1010 года третьим по счёту игуменом обители. Церковь в честь Богородицы (Санта-Мария-де-Гроттаферрата) была при нём построена и освящена папой Иоанном XIX 17 декабря 1024 года. Варфоломей написал первый типикон Гроттаферраты, по которому новый монастырь стал общежитийным, в отличие от ранних обителей, основанных святым Нилом.

### Монастырь в XI—XV веках
В последующие годы монастырь активно развивался, чему способствовали щедрые дары пап Бенедикта VIII, Иоанна XIX и Бенедикта IX (первые два были сыновьями Григория I Тускуланского, последний — их племянником). Существует предположение, что Бенедикт IX, потерявший папский престол из-за своего неподобающего образа жизни, был погребён в Гроттаферрате, хотя именно Варфоломей Младший настаивал на отречении папы в личной беседе с ним. Уже в 1037 году монастырь (под своим греческим название Криптаферрата) упоминается в папской булле. В 1089 году по указанию Урбана II игумен Гроттаферраты Николай I должен был участвовать в переговорах с византийским императором Алексеем I об объединении Церквей.
В 1122 году впервые в своей истории монастырь Гроттаферрата был выведен из-под юрисдикции местного епископа (Фраскати) и подчинён напрямую Святому престолу. Впоследствии это решение папы Каллиста II неоднократно подтверждалось его преемниками. В 1131 году Гроттаферрата стала крупным феодальным землевладельцем: сицилийский король Рожер II пожаловал монастырю баронство Рофрано (близ Салерно). Папа Гонорий III поручил игумену Феодосию II инспекцию и реформирование греческого клира в Южной Италии.
Выгодное стратегическое расположение монастыря и его возросшие богатства сделали Гроттаферрату невольным участником многочисленных конфликтов, потрясавших Папскую область. В 1163 году во время конфликта между Римом и Тускулумом  Гроттаферрата была разграблена, и монахи были вынуждены переселиться в бенедиктинский монастырь Субиако, хотя и там продолжали сохранять собственные устав и богослужебную традицию. Иноки смогли вернуться в Гроттаферрату только в 1191 году, после разрушения Тускулума римлянами. Почитаемая в монастыре икона Божией Матери была похищена из монастыря тускуланцами в 1140 году и возвращена только после вмешательства папы Григория IX в 1240 году. В том же 1240 году Григорий IX собрал в Гроттаферрате собор против императора Фридриха II. В ответ армия императора занимала монастырь в течение 1241—1242 годов. Во время Великой западной схизмы Гроттаферрата была несколько раз разграблена, в 1379 году на территории обители разыгралось сражение между армиями соперничающих пап Урбана VI и Климента VII, в 1413 году здесь разместился лагерь неаполитанского короля Владислава.
Несмотря на столь драматичную историю, монастырь развивался в течение XII—XIII веков. К этому времени относятся:
- стены главного нефа церкви (первая половина XII века),
- мозаика с изображением Деисиса над входом из нартекса в главный неф  (XII век),
- мозаика с изображением Сошествия Святого Духа на апостолов в триумфальной арке (рубеж XII—XIII веков),
- фреска Святой Троицы «Отечество» в триумфальной арке (XIII век);
- фрески на сюжеты Бытия и Исхода на стенах главного нефа (первые практически полностью уничтожены при последующей перестройке, вторые сохранились лишь частично и перенесены в музей),
- кампанила (XII—XIII века).

### Аббатство под управлением коммендаторов (1462—1824)
С прекращением Великой западной схизмы начинается новый расцвет Гроттаферраты. В 1432 году настоятелем монастыря стал Пьетро Витали, активно участвовавший в прениях на Ферраро-Флорентийском соборе и поддержавший Флорентийскую унию. Во время тридцатилетнего игуменства (1432 — 1462) Пьетро Витали добился возвращения монастырю потерянных за предыдущее столетие владений.
27 августа 1462 года Пий II передал Гроттаферрату в комменду греческому кардиналу Виссариону Никейскому. Виссарион, к этому моменту занимавший пост визитатора и протектора греческих монастырей Южной Италии, значительно пополнил библиотеку Гроттаферраты (сюда были перевезены книги из исчезнувших греческих обителей) и способствовал увеличению числа насельников. При нём началась реставрация обветшавших зданий обители. С Виссариона начинается длинный список кардиналов-коммендаторов Гроттаферраты, большинство из которых были ближайшими родственниками пап и обладали поэтому значительными средствами, направлявшимися на развитие монастыря:
1462—1472 Виссарион Никейский 

1472—1503 Джулиано делла Ровере (будущий папа Юлий II), племянник Сикста IV

1503—1508 Джованни Колонна

1508—1532 Помпео Колонна, племянник предыдущего

1532—1553 Фабио Колонна, племянник предыдущего

1554—1561 Инноченцо дель Монте, племянник Юлия III

1564—1589 Алессандро Фарнезе, племянник Павла III

1589—1626 Одоардо Фарнезе, племянник предыдущего

1627—1679 Франческо Барберини, племянник Урбана VIII

1679—1704 Карло Барберини, племянник предыдущего

1704—1738 Франческо (II) Барберини, племянник предыдущего

1738—1759 Джан Антонио Гуаданьи, племянник Климента XII

1759 Франческо Боргезе

1759—1799 Карло Реццонико, племянник Климента XIII

1799—1824 Эрколе Консальви, государственный секретарь Пия VII.

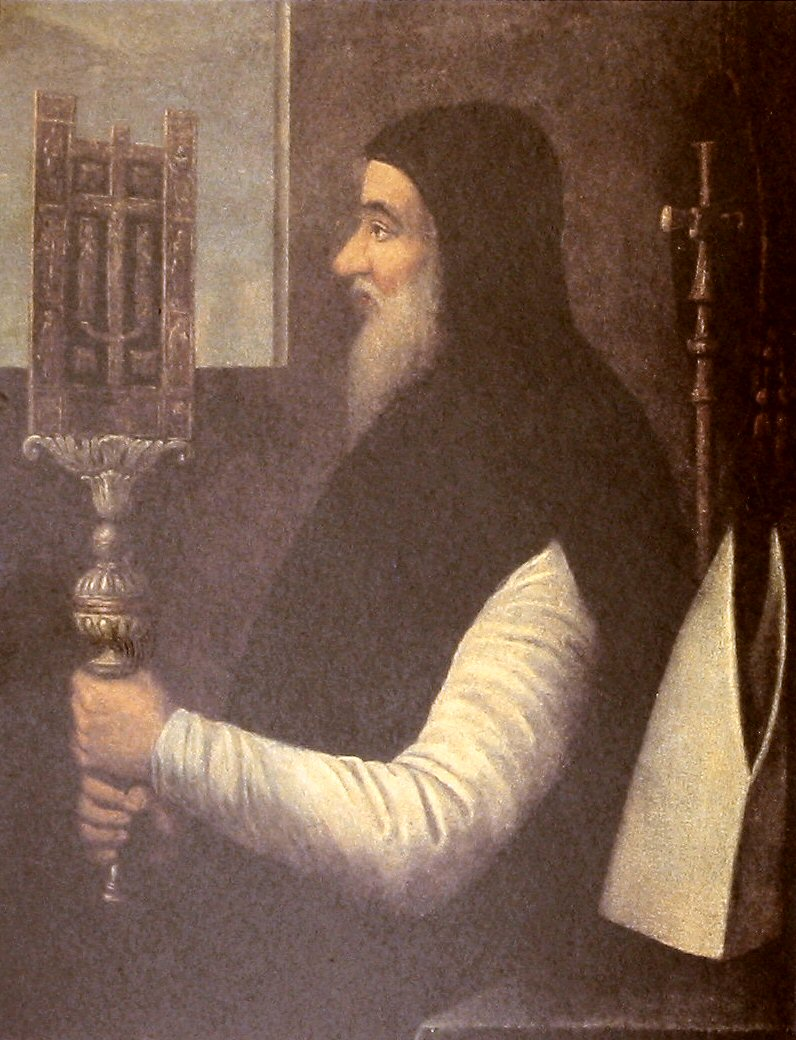
Виссарион Никейский
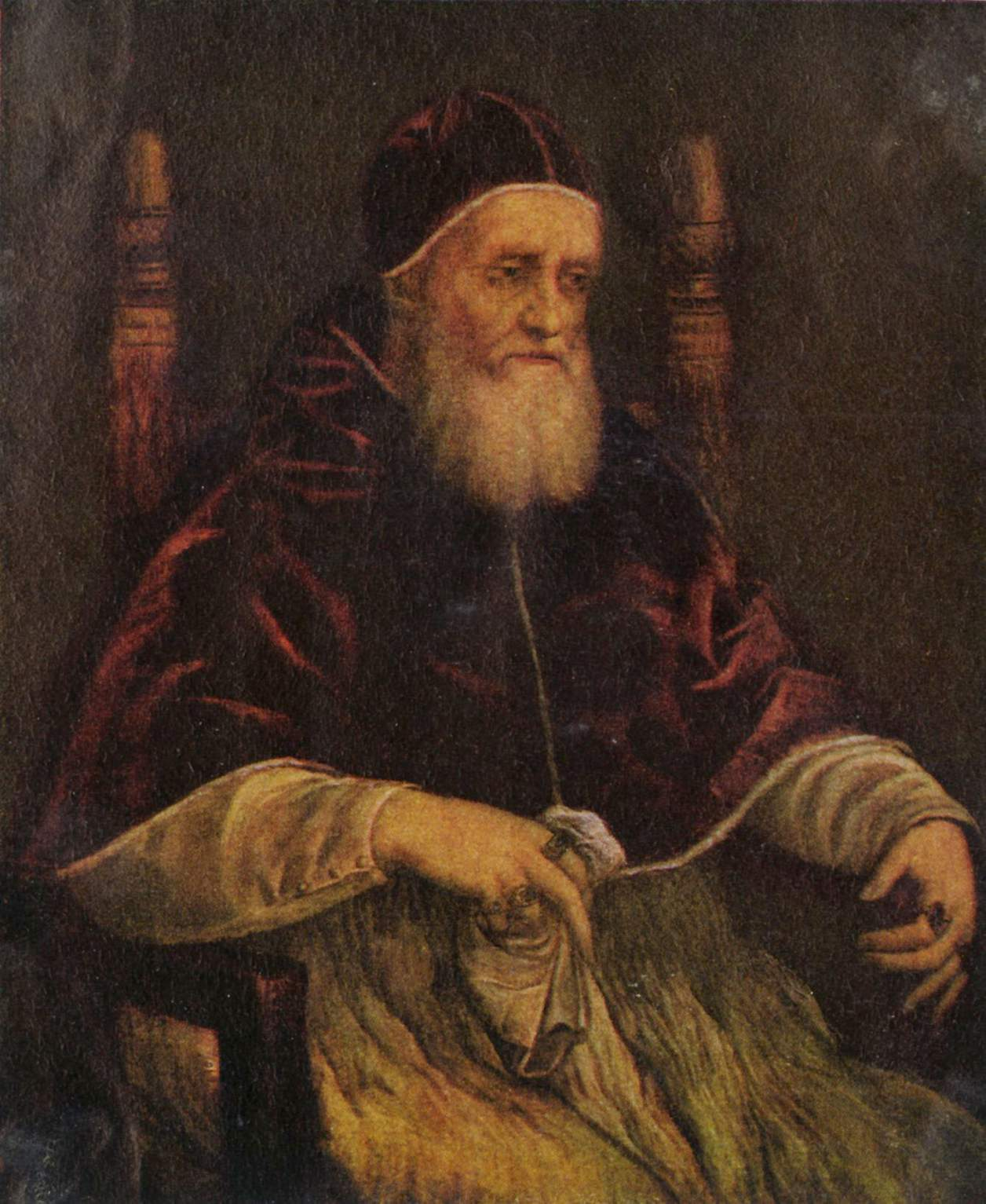
Джулиано делла Ровере (Юлий II)
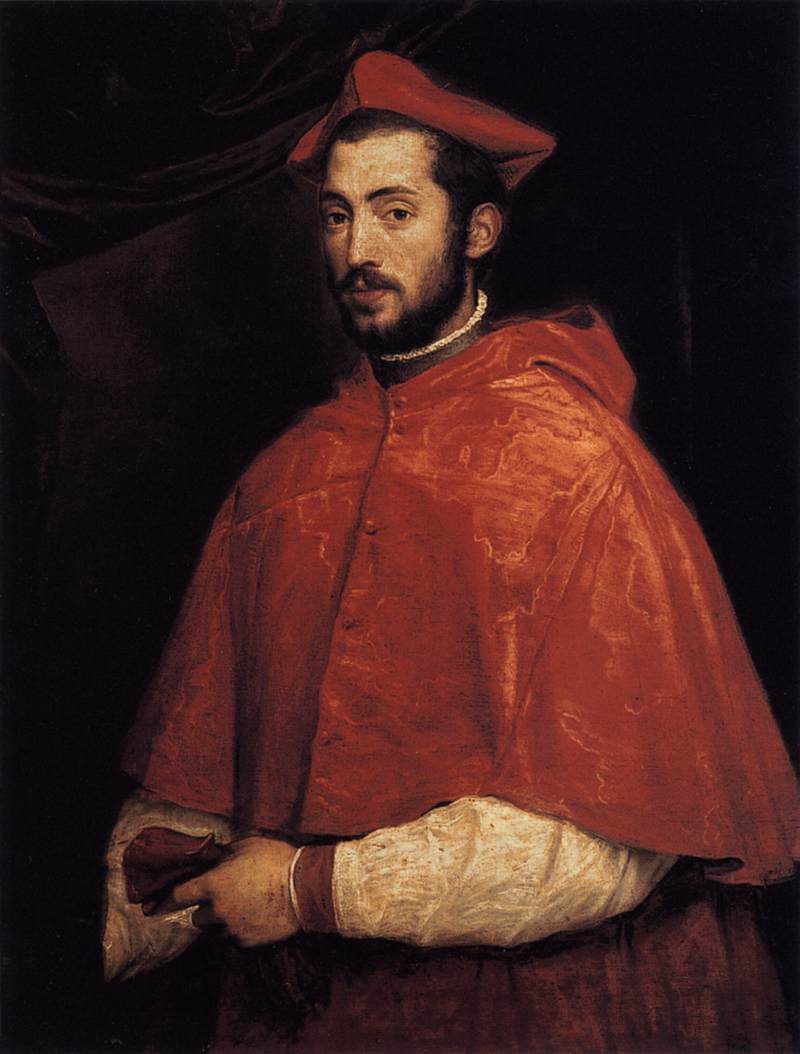
Алессандро Фарнезе
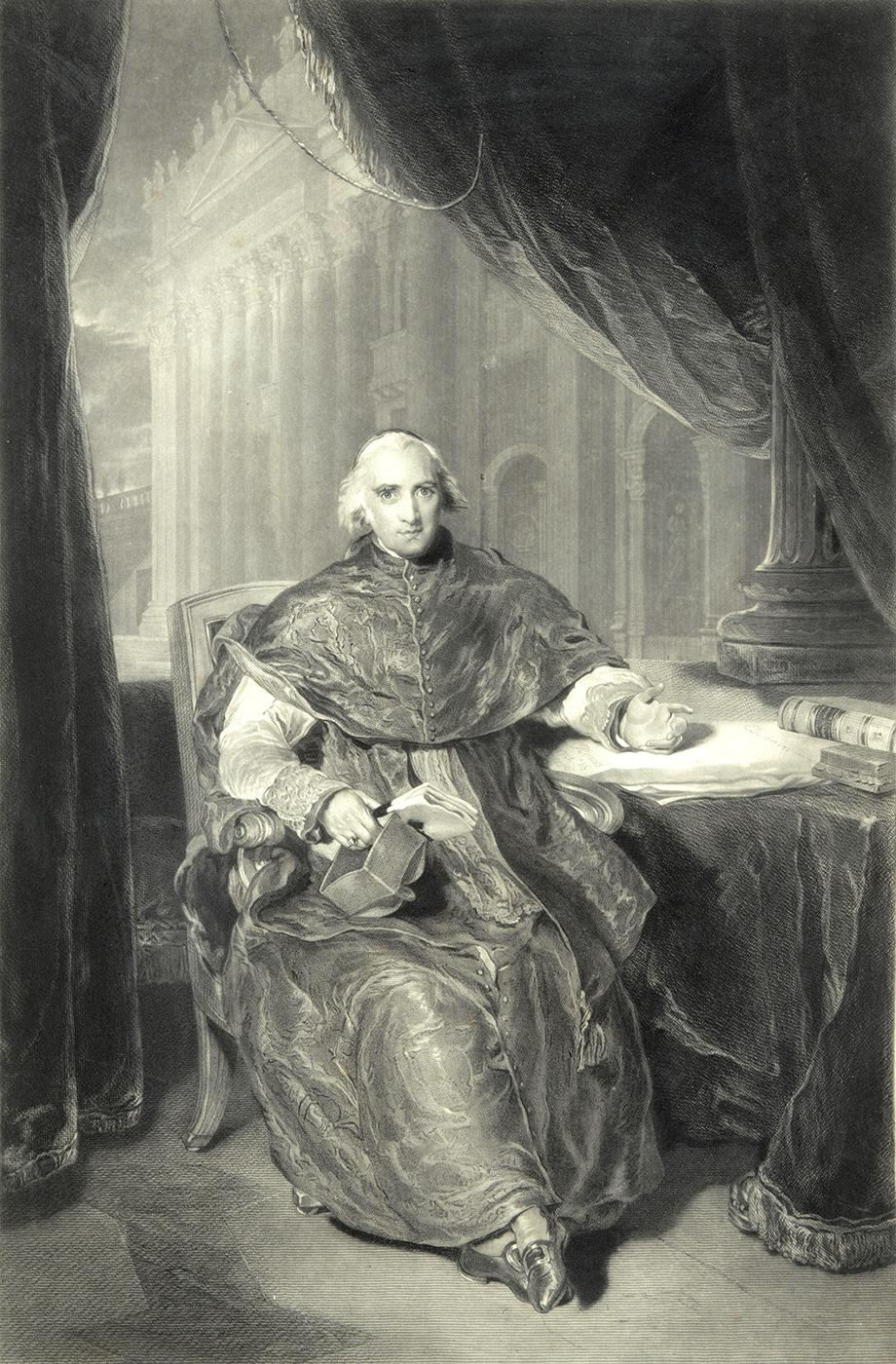
Эрколе Консальви

Во время коммендаторства Джулиано делла Ровере были воздвигнуты сохранившиеся до настоящего времени фортификационные сооружения аббатства (стены и башни), и началось строительство величественного дворца Коммендаторов, продолженное затем кардиналами Колонна и Фарнезе. Значительным был вклад в развитие монастыря «династии» Фарнезе. Кардинал Алессандро спонсировал сооружение нового кессонированного потолка в церкви (1577 год) и лоджии во дворце Коммендаторов. Его племянник Одоардо перестроил часовню в честь святых Нила и Варфоломея в роскошную барочную капеллу Фарнезе, расписанную тогда ещё юным Доменикино (1608 год). При следующей «династии» Барберини было обустроено полихромное мраморное ретабло для хранения почитаемое в монастыре иконы Божией Матери (впоследствии перестроенное в иконостас), и начато строительство новых жилых корпусов обители. В 1754 году при кардинале Джан Антонио Гуаданьи интерьер монастырской церкви был значительно изменён: античные колонны «спрятаны» в мраморные пилястры, фрески главного нефа заштукатурены, и храм приобрёл свой нынешний барочный облик.
Включение Рима в состав Французской империи (1809—1814), повлекшее за собой упразднение монашеских орденов, не затронуло Гроттаферрату. Наполеоновские власти сочли монастырь уникальным центром греческой культуры и византийской традиции в Западной Европе, в связи с чем жизнь обители не прерывалась. В 1824 году, после смерти Эрколе Консальви, папа Лев XII упразднил коммендаторство Гроттаферраты и вернул аббатам право распоряжаться имуществом и доходами обители.

### Гроттаферрата в XIX—XX веках
В 1833 году Григорий XVI назначил апостольским визитатором Гроттаферраты кардинала Марио Маттеи. Последний предпринял грандиозную перестройку монастыря: был построен новый братский корпус; снесён ряд обветшавших зданий, что позволило образовать площадь перед церковью; посреди площади был обустроен колодец в неоготическом стиле. Все эти перестройки Маттеи сохранились в настоящее время.
Самым спорным действием Маттеи было сооружение нового фасада и нартекса церкви в неоготическом стиле, что исказило первоначальный её облик. В результате, уже в 1910 и 1930 годах, архитектор Пьетро Гвиди удалил привнесённые кардиналом новации, но, поскольку инженерной документации не сохранилось, реставрация Гвиди не претендует на точное восстановление первоначального облика храма.
12 апреля 1882 года Лев XIII постановил очистить византийский обряд Гроттаферраты от накопившихся в течение XVI—XVIII веков латинских наслоений. Это повлекло за собой изменение интерьера церкви: был восстановлен византийский алтарь в центре пресвитерия, замыкавшее апсиду ретабло XVII века вынесено на солею и превращено в византийский же иконостас. В последующие годы в интерьере церкви появились византийские иконы. В 1903 году монастырская церковь была возведена в ранг малой базилики.
В 1870 году Гроттаферрата оказалась в составе Итальянского королевства. В отличие от большинства монастырей Папской области, секуляризованных новым правительством, Гроттаферрата была объявлена в 1874 году национальным достоянием, а её братия — хранителями этого достояния. Эта мера позволила сохранить здесь монашескую жизнь.
26 сентября 1937 года монастырь Санта-Мария-де-Гроттаферрата был окончательно выведен из-под власти местного епископа (Фраскати), подчинён напрямую Святому престолу и стал территориальным аббатством. Настоятели монастыря стали именоваться архимандритами и экзархами. В настоящее время монастырь вместе с двумя южноитальянскими епархиями византийского обряда Лунгро (в Калабрии) и Пьяна-дельи-Албанези (в Сицилии) составляют Итало-албанскую католическую церковь.

## Византийский обряд и василиане в Гроттаферрате
Основатели монастыря Нил Россанский и Варфоломей Младший, а также первые монахи Гроттаферраты происходили из греческих областей Южной Италии. Они принесли с собой греческий язык богослужения и византийский обряд. Первый типикон монастыря, написанный Варфоломеем Младшим в первой половине XI века, относится к итало-греческой традиции — провинциальному варианту Студийского устава. Несмотря на все исторические перипетии, данный типикон продолжает оставаться основным правилом монашеской жизни в Гроттаферрате. Великая схизма 1054 года никак не повлияла на литургическую традицию монастыря: оставаясь в каноническом общении с римским папой, обитель сохраняла византийский обряд.
В 1579 году Гроттаферрата стала центром римско-неаполитанской провинции вновь утверждённого ордена василиан, в которую вошли все монастыри византийского обряда Центральной и Южной Италии. В последующие годы большинство василианских монастырей провинции перешли на римский обряд, хотя изначально такой переход не одобрялся Святым престолом. В 1747 году папа Бенедикт XIV санкционировал введение латинских элементов  в практику василиан, к этому моменту верными византийскому обряду оставались только два монастыря: Гроттаферрата и Меццоюзо (на Сицилии). Латинские заимствования в Гроттаферрате коснулись, в основном, только литургии (её стали служить на пресном хлебе) и введения некоторых дополнительных праздников из римского обряда; все монашеские службы суточного круга, а также годовой богослужебный круг оставались византийскими.
С 1770 года начинается неуклонный упадок ордена василиан, так как политика просвещенных правителей Неаполя и Сицилии была враждебна религиозным орденам; в 1784 году первый министр Тануччи закрыл большинство василианских монастырей. В результате революционных и наполеоновских войн связь Гроттаферраты с остававшимися на Сицилии василианскими монастырями была прервана. В 1866 году по закону о секуляризации деятельность ордена василиан во вновь созданном Итальянском королевстве была прекращена. Этот закон не коснулся Гроттаферраты, так как в это время монастырь находился на территории Папского государства. После присоединения последнего к Италии монастырь был объявлен национальным достоянием, а монахам-василианам было поручено сохранять это достояние. В XX веке деятельность василиан в Италии была восстановлена, и были вновь открыто несколько монастырей, подчинённых аббату Гроттаферраты, получившему титул архимандрита василианской монашеской конгрегации Италии.
12 апреля 1882 года папа Лев XIII потребовал очистить литургическую жизнь Гроттаферраты от латинских заимствований и вернуться к исконному византийскому обряду. В настоящее время все богослужения в Гроттаферрате совершаются по историческим византийским книгам аббатства.

## Церковь Санта-Мария
Монастырская церковь в честь Богородицы была основана святым Нилом Россанским, построена преподобным Варфоломеем Младшим и освящена 17 декабря 1024 года папой Иоанном XIX. Церковь представляет собой трёхнефную базилику, хотя и с последующими пристройками; её главная ось ориентирована с запада на восток.

### Фасад

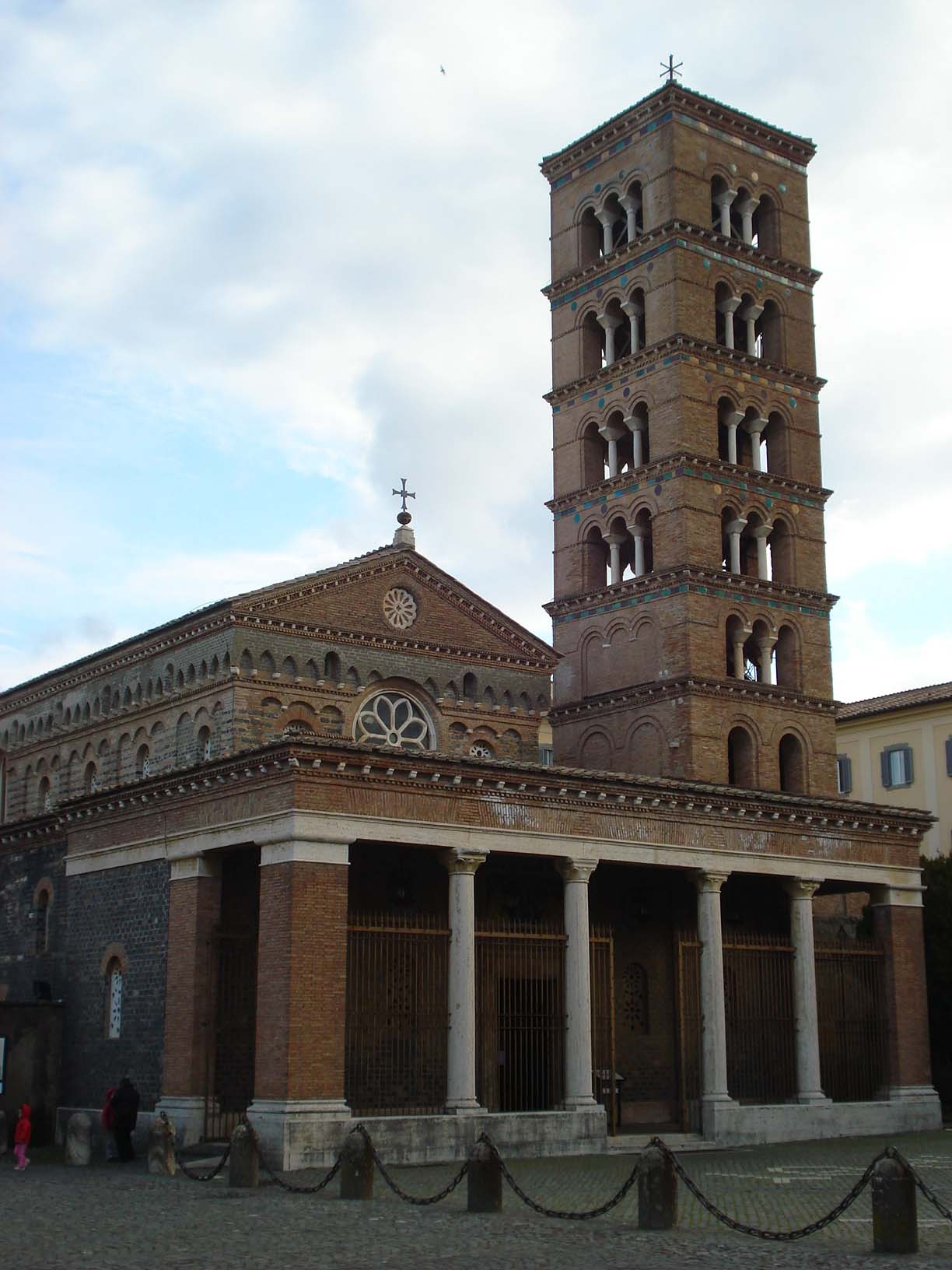
Фасад монастырской церкви

Первоначально монастырская церковь была построена в романском стиле. Самыми ранними из сохранившихся частей здания являются стены боковых фасадов: они относятся к первой половине XII века. Стены боковых нефов устроены из чёрной лавы, верхний уровень стен основного нефа украшен перемежающимися горизонтальными рядами из красного кирпича и тёмного камня. Стены оживлены пилястрами, глухими арками и окнами с изящными мраморными резными панелями.
Первоначальный западный фасад церкви не сохранился. В XIX веке он был заново сооружён в неоготическом стиле по заказу кардинала Марио Маттеи. В ходе двух последовательных реставраций 1910 и 1930 годов значительная часть готических новаций была удалена. Так как точной инженерной документации XVIII и предыдущих столетий не сохранилось, реставрация была проведена на основании косвенных данных, так что она не может считаться исторически точной. В результате фасад венчает треугольный тимпан с тремя готическими окнами: большой розеткой и двумя узкими. Портик был отстроен заново в 1930 году наподобие портиков римских базилик, датируемых XII—XIII веками (например, Сан-Джорджио-ин-Велабро), но с использованием четырёх оригинальных колонн.

### Нартекс
Нартекс, как и портик, отстроен заново в 1930 году, но здесь на своих исторических местах находятся Porta Speciosa — деревянные врата, обрамлённые мраморным порталом; мозаика с изображением Деисиса и мраморная крещальная купель. Все эти предметы датируются концом XI — первой четвертью XII века.

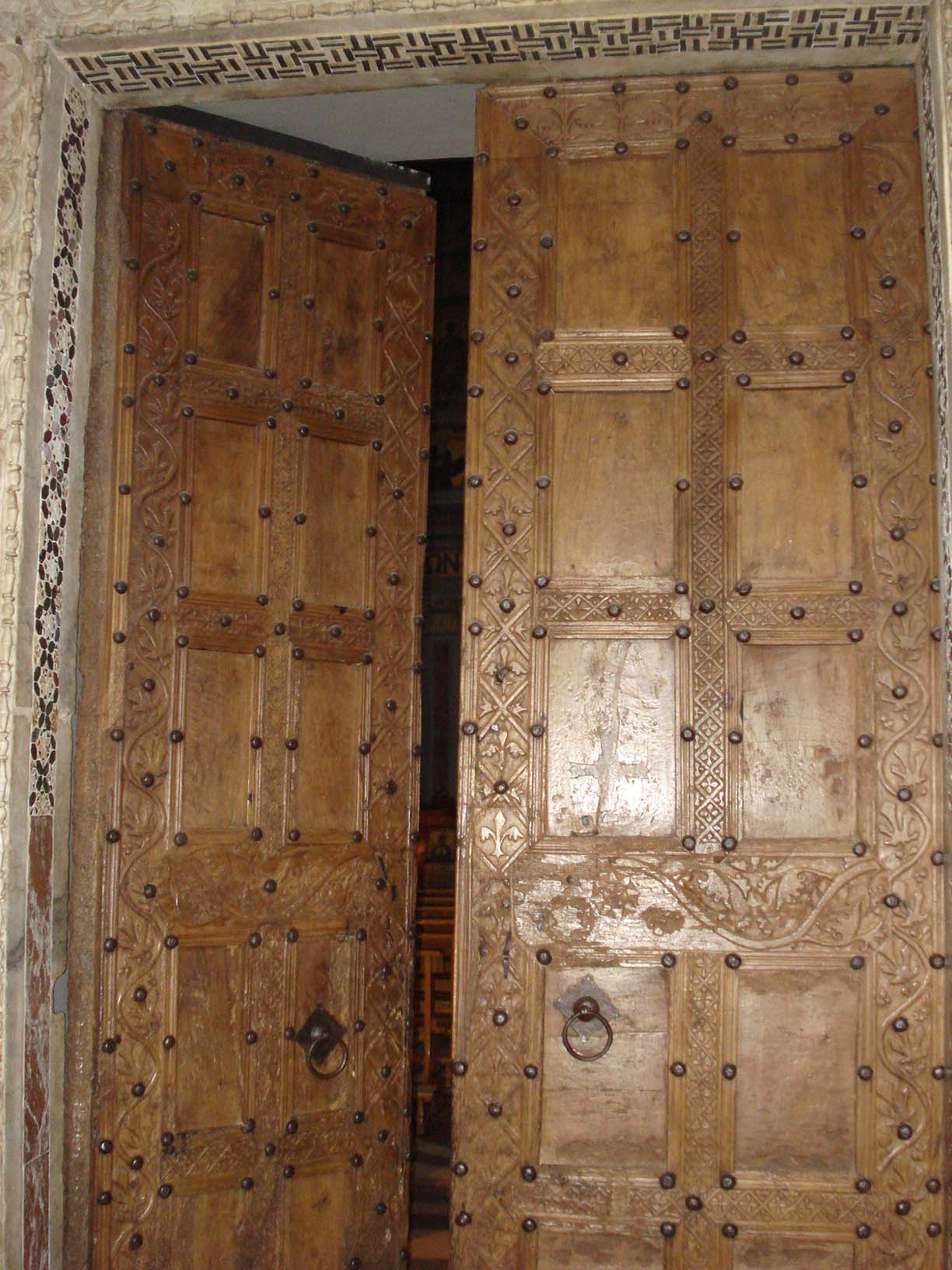
Porta Speciosa

Porta Speciosa представляют собой деревянные врата с примитивной резьбой с изображением крестов и растительных мотивов. Гораздо более сложно украшен мраморный портал, покрытый сложным резным рисунком. В окружении растительных орнаментов (листья, цветы, виноградные гроздья) здесь представлены фигуры людей и животных, подчас фантастических, причём символическое значение этих изображений не всегда очевидно. Так, на портале вырезан человек, душащий змею (предположительно, символ постоянной борьбы христианина с грехом); павлин (традиционный для раннехристианской живописи символ вечной жизни); человеческая голова с тремя лицами (образ прошлого, настоящего и будущего). По краям мраморный портал был украшен позолоченной мозаикой (частично сохранилась) и стеклянными вкраплениями (предполагается на основании косвенных данных). Символическое значение храмовых врат как входа в Царствие Божие подчёркивается вырезанными над дверью греческой надписью: «Переступающий порог дома Божия, оставь позади заботы и печали, чтобы достойно предстать перед Судией».

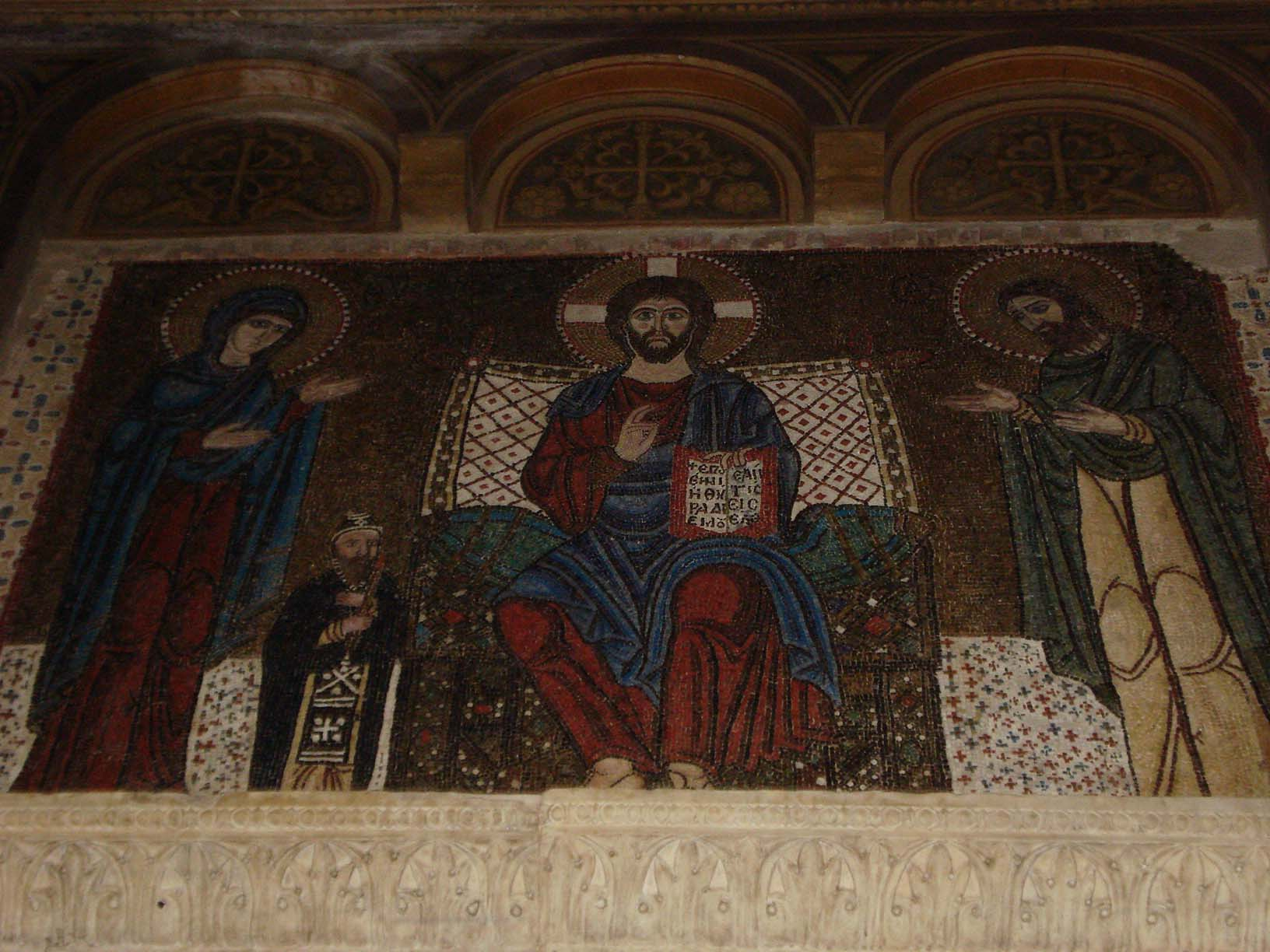
Деисис

Над порталом находится мозаика с типично византийским Деисисом. В её центре на украшенном драгоценными камнями троне восседает Христос Пантократор. Его глава обрамлена крестовидным нимбом, правая рука благословляет молящихся традиционным византийским иерейским благословением, в левой Он держит Евангелие, открытое на словах: «Я есмь дверь: кто войдёт Мною (,тот спасётся)» (Ин. 10:9). По правую руку Христа Ему предстоит Богородица, по левую — Иоанн Креститель, склонившиеся головы и простирающие к Нему руки в молитве. Между Христом и Богородицей находится маленькая фигура монаха со свечой в руках; предполагается, что это — изображение святого Варфоломея Младшего или того игумена, при котором мозаика была выполнена. Очевидная смысловая связь между темой мозаики и надписью над вратами позволяет предполагать их одновременное исполнение.
Мраморная крещальная купель Гроттаферраты представляет собой цилиндрическую ёмкость с крышкой, стоящую на четырёх крылатых львах. Стены нижней части купели покрыты барельефом, изображающим непрерывный поток воды с рыбами разных размеров. В верхней части находятся три барельефа:
- мужчина выливает в реку воду из кувшина (возможно, символическое изображение воды — вещества таинства крещения);
- двое нагих мужчин, сидящих на скале, ловят рыбу на удочку (возможно, апостолы — бывшие рыбаки, призванные «ловить человеков» Лк. 5:10; скала в данном случае символически указывает на «камень веры» — Христа (1Петр. 2:7))
- человек бросается с вершины колонны вниз головой в воду (возможно, образ крещения).

Крещальная купель Гроттаферраты по изображениям на ней остаётся уникальной среди романских купелей. Значения изображённых на ней сцен является предметом дискуссий среди исследователей. Вода в этой купели ежегодно освящается после литургии Василия Великого в день богоявленского сочельника (в само Богоявление воду освящают в неоготическом фонтане на площади перед церковью).

### Апсида и триумфальная арка

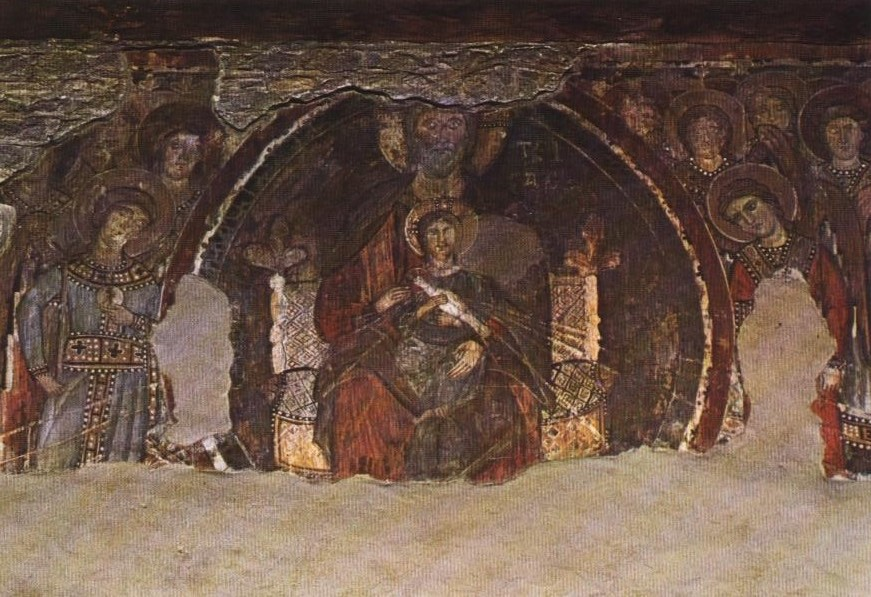
Святая Троица — фреска XIII века

Оригинальная апсида церкви не сохранилась: она была существенно перестроена в XVI веке. В 1882 году, после принятия Львом XIII решения об очищении богослужения Гроттаферраты от элементов римского обряда, алтарная часть была вновь реконструирована. Барочное ретабло, обрамлявшее почитаемую монастырскую икону Божией Матери, было перемещено от задней стенки апсиды вперёд и превращено в иконостас; высокий римский алтарь со ступенями заменён традиционным византийским.
Бывшее ретабло, превращённое в иконостас, было выполнено скульптором Антонио Джоржетти по заказу кардинала-коммендатора Франческо Барберини в 1665 году. Иконостас представляет собой двухъярусную конструкцию из разноцветного мрамора. На верхнем ярусе многочисленные белоснежные путти на имитирующем небесный свод голубом фоне несут икону Богородицы, которой коленопреклоненно поклоняется пара ангелов. В нижнем ярусе, украшенном многочисленными пчёлами — родовой эмблемой Барберини, после 1882 года были открыты Царские врата и пара диаконских дверей. Почитаемый в Гроттаферрате образ Божией Матери относится к византийскому иконографическому типу «Одигитрия». Предположительно образ был написан византийским мастером в начале XII века. Монастырское предание утверждает, что икона была похищена из монастыря и увезена в Тускулум, чудесно сохранилась во время разрушения этого города в 1191 году и возвращена в Гроттаферрату папой Григорием IX 22 августа 1230 года.
Во время реставрации 1904 года, в верхнем регистре триумфальной арки после снятия штукатурного слоя XVI века была обнаружена хорошо сохранившаяся фреска XIII века. В центре фрески внутри синего круга, символизирующего небесную сферу, находится изображение Святой Троицы, принадлежащее к иконографическому типу «Отечество». На престоле восседает Бог Отец (в виде седого старца), на руках его сидит Сын, держащий в руках голубя — символа Святого Духа. Небесную сферу окружают многочисленные ангелы в разноцветных одеждах и украшенных драгоценными камнями поясах. Композицию обрамляют фигуры царя Давида и пророка Исайи, держащие в руках пророческие свитки. В руках Давида свиток со словами: «Словом Господа сотворены небеса» (Пс. 32:6), Исайи — «Видел я Господа, сидящего на престоле высоком и превознесенном» (Ис. 6:1).

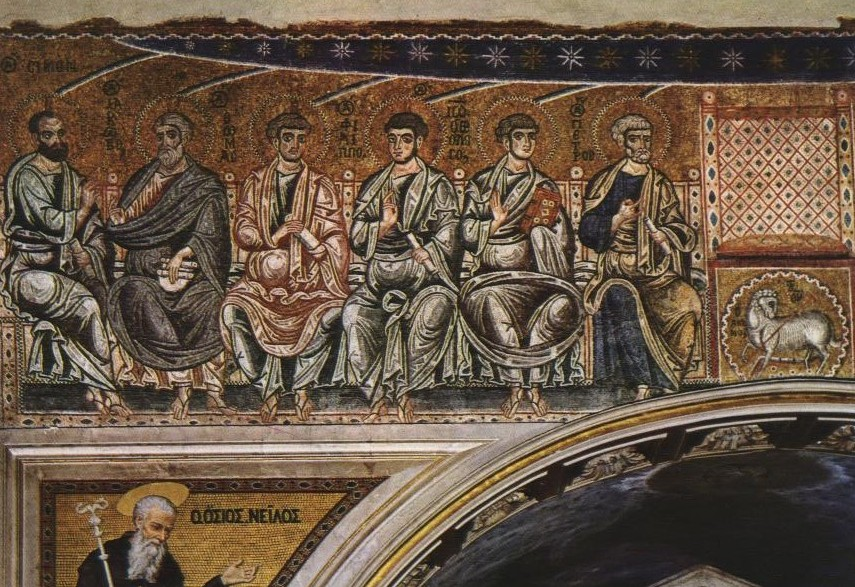
Пятидесятница — мозаика XII—XIII веков (левая часть)
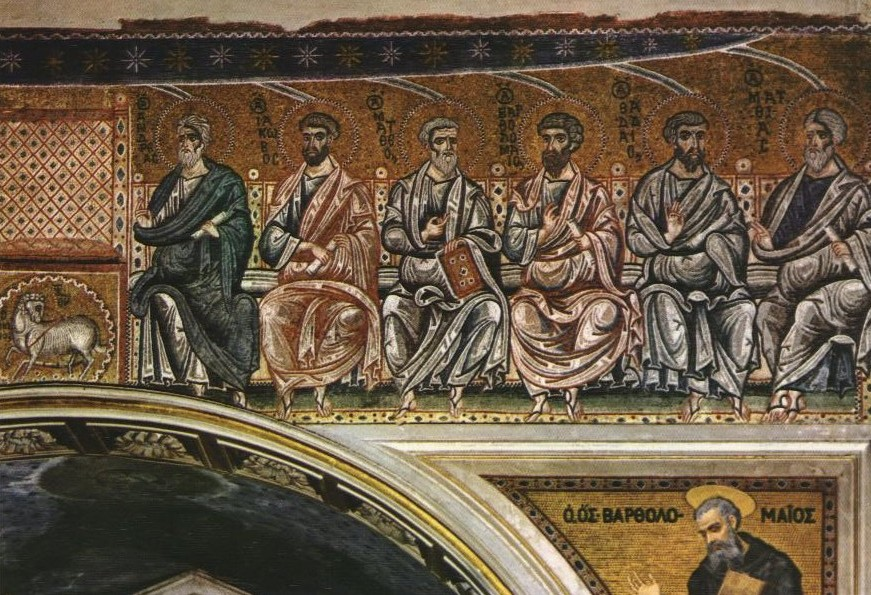
Пятидесятница — мозаика XII—XIII веков (правая часть)

В следующем регистре триумфальной арки находится хорошо сохранившаяся мозаика с изображением сцены Сошествия Святого Духа на апостолов. В центре (непосредственно под фреской Святой Троицы) находится типично византийский Престол уготованный, по обе его стороны на престолах сидят в ряд по шесть апостолов. Левая шестерица апостолов начинается с Петра, первого епископа Ветхого Рима; правая — с Андрея, считающегося в восточной традиции первым епископом Византия (будущего Константинополя). За Петром следуют (справа налево) Иоанн Богослов, Филипп, Фома, Иаков Алфеев и Симон Зилот; за Андреем (слева направо) Иаков Зеведеев, Матфей, Варфоломей, Фаддей и Матфий. Все апостолы держат в руках свитки — символы Божественного закона, исключениями в этом правиле являются Матфей и Иоанн Богослов, в руках которых Евангелия; огненные языки символически заменены лучами света, нисходящими со звёздного неба. Характерные портретные черты апостолов, подбор цветов, особенности композиции мозаики позволяют приписать её авторство мастерам, работавшим до этого в сицилийском соборе Монреале.

### Главный и боковые нефы
Монастырская церковь представляет собой трёхнефную базилику, главный неф которой значительно шире боковых, с одной апсидой. Размеры базилики (без учёта апсиды и нартекса) 20 на 13,50 метров.
Пол главного нефа был выполнен в XII—XIII веке в стиле косматеско и хорошо сохранился. Особенно сложным является украшение центральной части главного нефа, где в момент выполнения работ была расположена несохранившаяся scuola cantorum — хоры, характерные для римских базилик этого периода (например, Санта-Мария-ин-Космедин).
Кессонированный потолок церкви был сооружён по заказу кардинала-коммендатора Алессандро Фарнезе в 1577 году. Кессоны попеременно украшены гербами кардинала Фарнезе (лилии) и аббатства (корова, кормящая телёнка — символ милосердия).

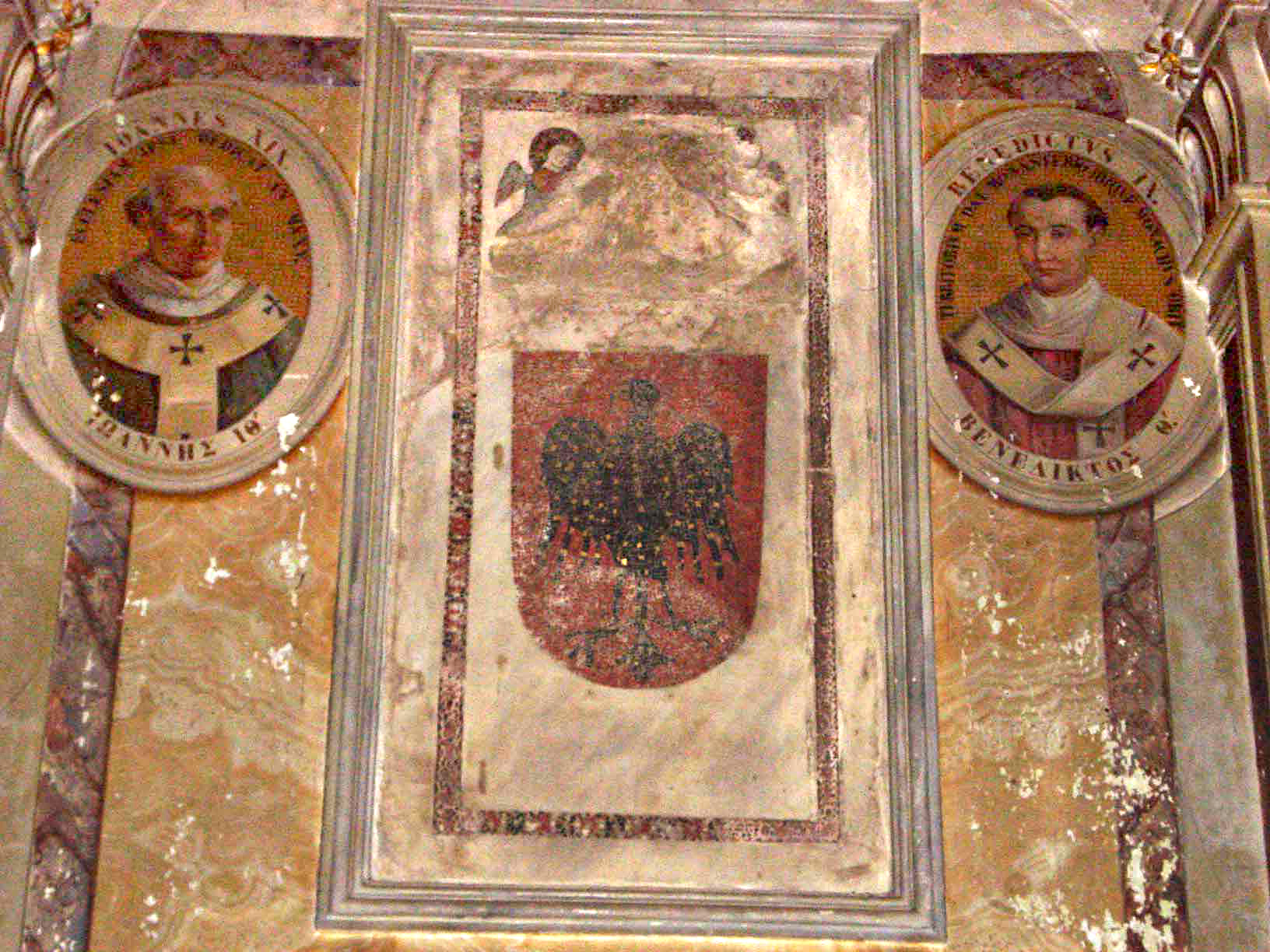
Предполагаемая могила Бенедикта IX

Внешний вид базилики был кардинально изменён в 1754 году при кардинале-коммендаторе Джан Антонио Гуаданьи. Античные колонны, отделявшие главный неф от боковых, были заключены в фальшивые многоцветные мраморные пилястры. Клересторий (поверхность стен главного нефа над колоннами) был заново оштукатурен и украшен четырьмя мраморными барельефами работы Томмазо Риги: Введение Богородицы во храм, Брак Марии с Иосифом, Благовещение и Рождество Христово. При этом были уничтожены или повреждены фрески XIII века, остатки которых были обнаружены лишь при реставрации 1904 года. Фрески правой стены главного нефа на темы книги Бытия были уничтожены безвозвратно. Пять фресок левой стены на темы книги Исхода (Моисей и египетские волхвы; казни египетские: превращение воды в кровь, мухи, град  и поражение первородных) частично сохранились и перенесены в музей аббатства.
В середине XVIII века в полу базилики была обнаружена скрытая при предыдущих перестройках могильная плита.  Плита не содержит эпитафии, но украшена многоцветной мозаикой: пара ангелов воздвигают крест, под ним геральдический щит с одноглавым орлом. Археологи XVIII века сочли найденную могилу доселе неизвестным захоронением изгнанного из Рима папы Бенедикта IX, хотя современные исследователи не видят достаточных оснований для такого утверждения.

### Крипта Феррата

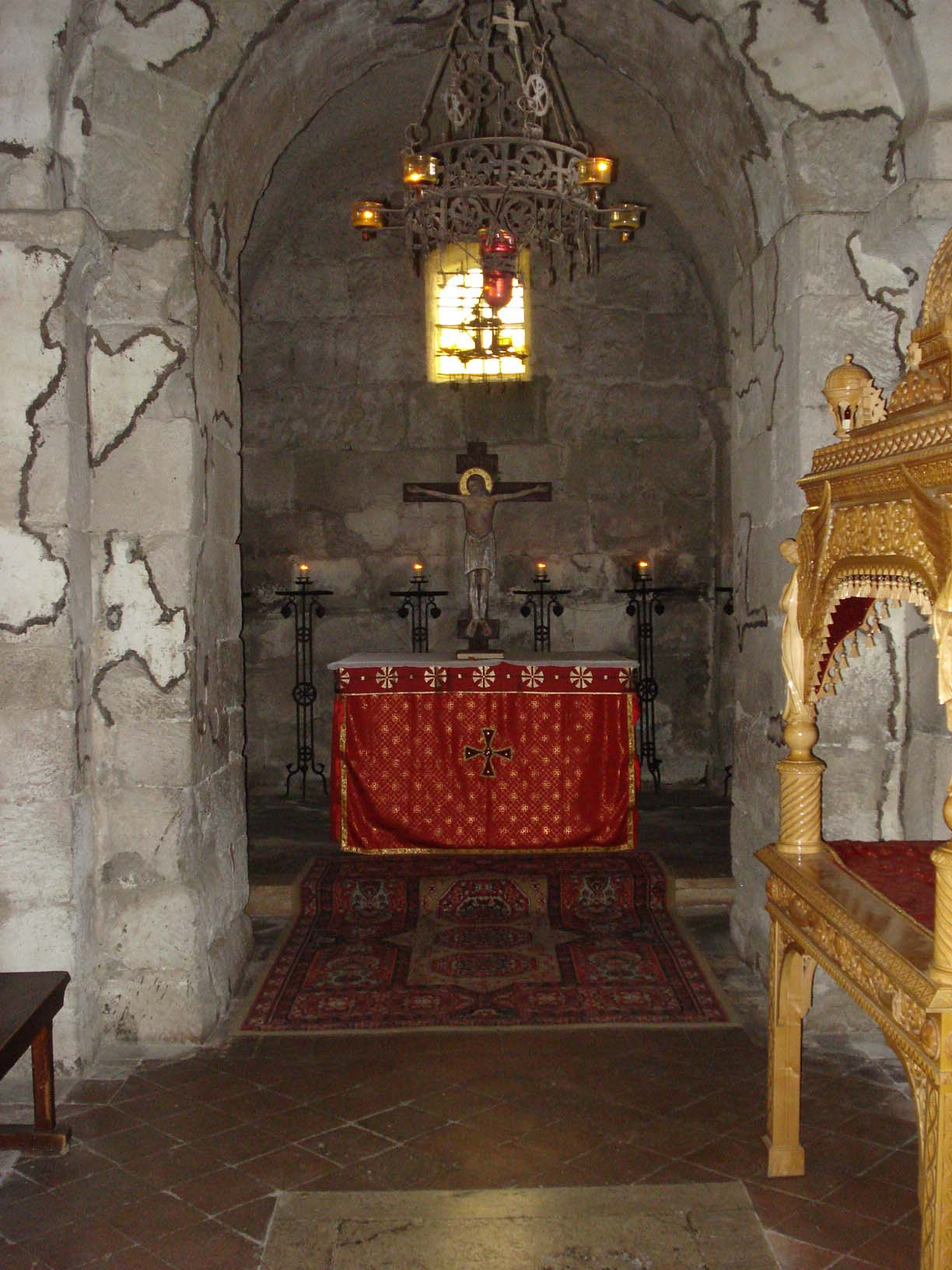
Крипта Феррата

Историческая крипта, давшая название монастырю, превращена в часовню, примыкающую к правому нефу церкви. Крипта представляет собой два прямоугольных в плане помещения, перекрытые крестовыми сводами и соединённые аркой. Стены крипты сложены из крупных блоков из местного камня пеперино; местами сохранились следы первоначальной штукатурки. В стенах крипты прорублены четыре небольших окна, забранных двойной железной решёткой. Именно эта особенность дала помещению его название: лат. crypta ferrata и итал. grotta ferrata означает «железная пещера».
Археологические исследования позволяют отнести устройство крипты к античному периоду. Начиная с V — VI веков, она использовалась в качестве часовни. По монастырскому преданию, именно здесь Богородица явилась святым Нилу и Варфоломею, указав на место будущей обители.

## Капелла Фарнезе
При жизни святого Варфоломея к монастырской церкви была пристроена маленькая часовня в честь святых Адриана и Наталии (мученик Адриан был титульным святым первой обители, основанной Нилом в Калабрии). В 1131 году эта часовня была перестроена и освящена уже в честь святых Нила и Варфоломея; сюда же были перенесены мощи основателей обители. В смутный для обители XIV век мощи исчезли: в последний раз об их нахождении в Гроттаферрате упоминается в 1300 году.
В 1608 — 1610 годах по заказу кардинала-коммендатора Одоардо Фарнезе капелла была значительно увеличена и расписана молодым Доменикино. Последний же отвечал также за общее оформление интерьера (архитектурное решение, мраморный пол, кессонированный потолок). Единственной работой в капелле, не принадлежащей Доменикино, является алтарный образ кисти Аннибале Карраччи.
Пресвитерий капеллы богато украшен разноцветными мраморными и позолоченными деревянными деталями, декоративной штукатуркой. Алтарный образ посвящён сцене явления Богородицы святым Нилу и Варфоломею; по обе стороны от алтаря помещены образы святых Евстафия и Эдуарда, патронов кардинала Одоардо Фарнезе. Пресвитерий увенчан куполом, в котором в окружении многочисленных путти изображён Бог Отец в виде седого старца.
В отличие от пресвитерия стены нефа лишены каких-либо декоративных излишеств: вся поверхность покрыта фресками Доменикино. Верхний регистр занят поясными портретами восточных отцов Церкви; нижний — большими историческими сценами из жизни святых Нила и Варфоломея.

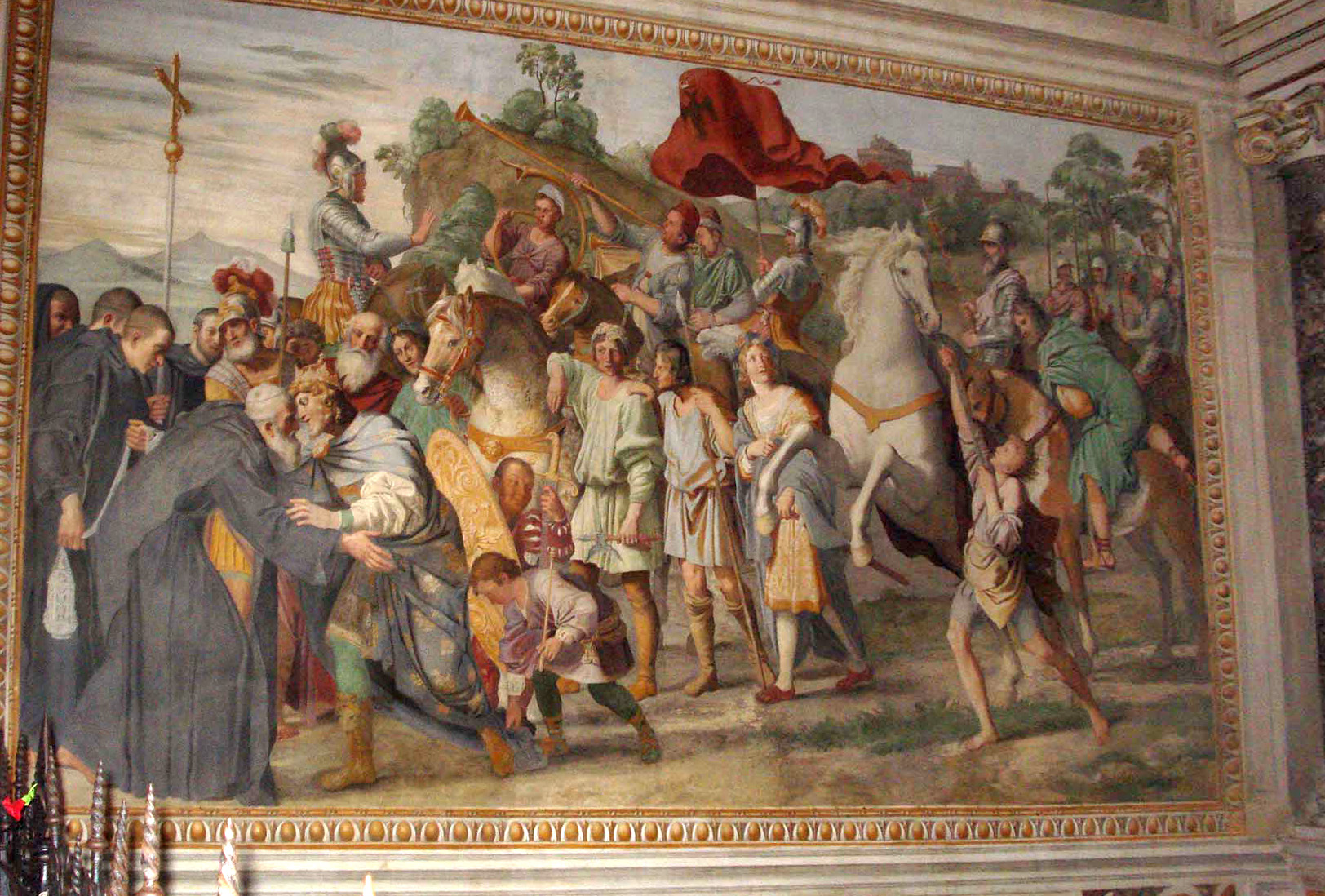
Встреча святого Нила и Оттона III
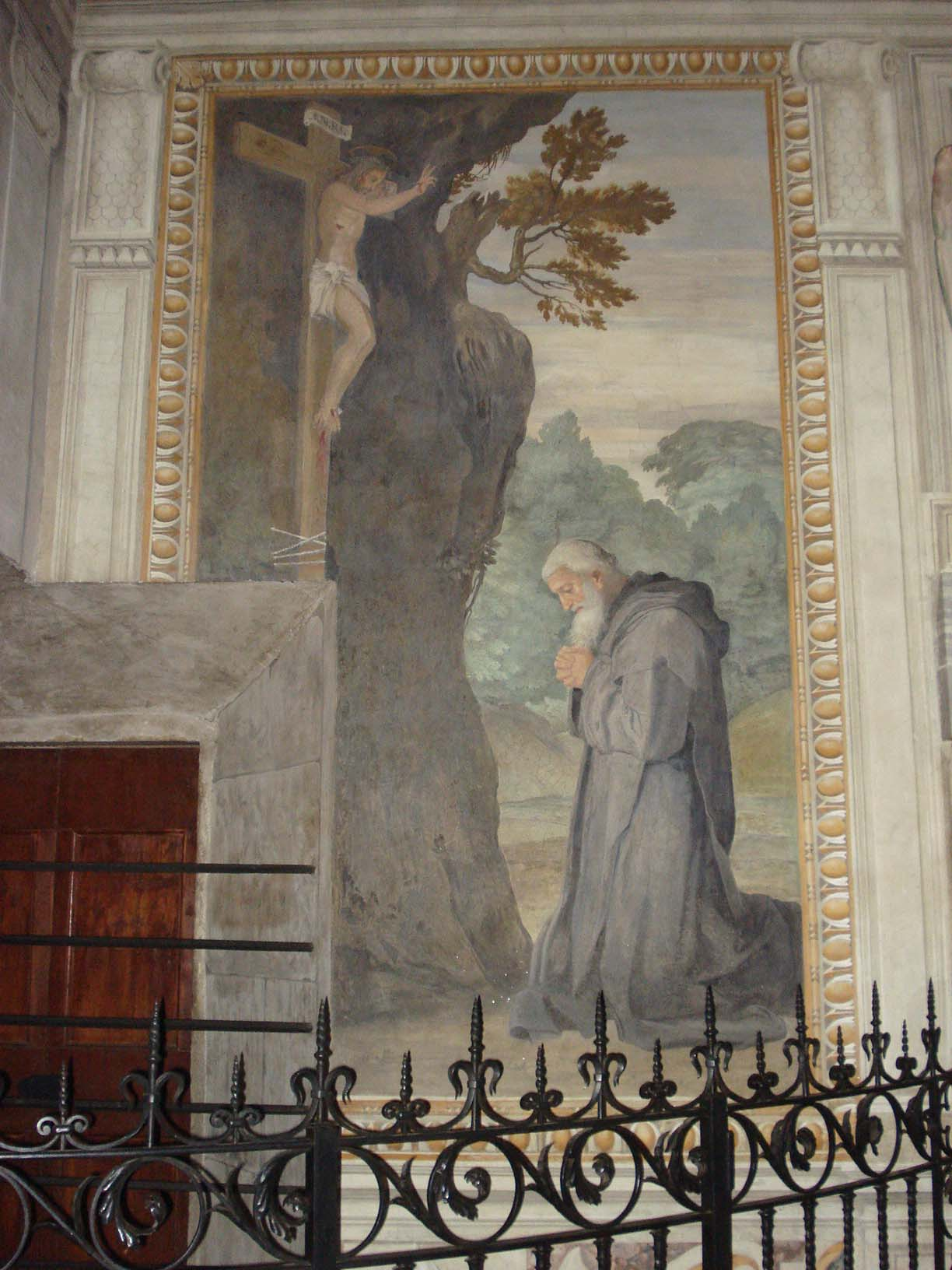
Явление Христа святому Нилу
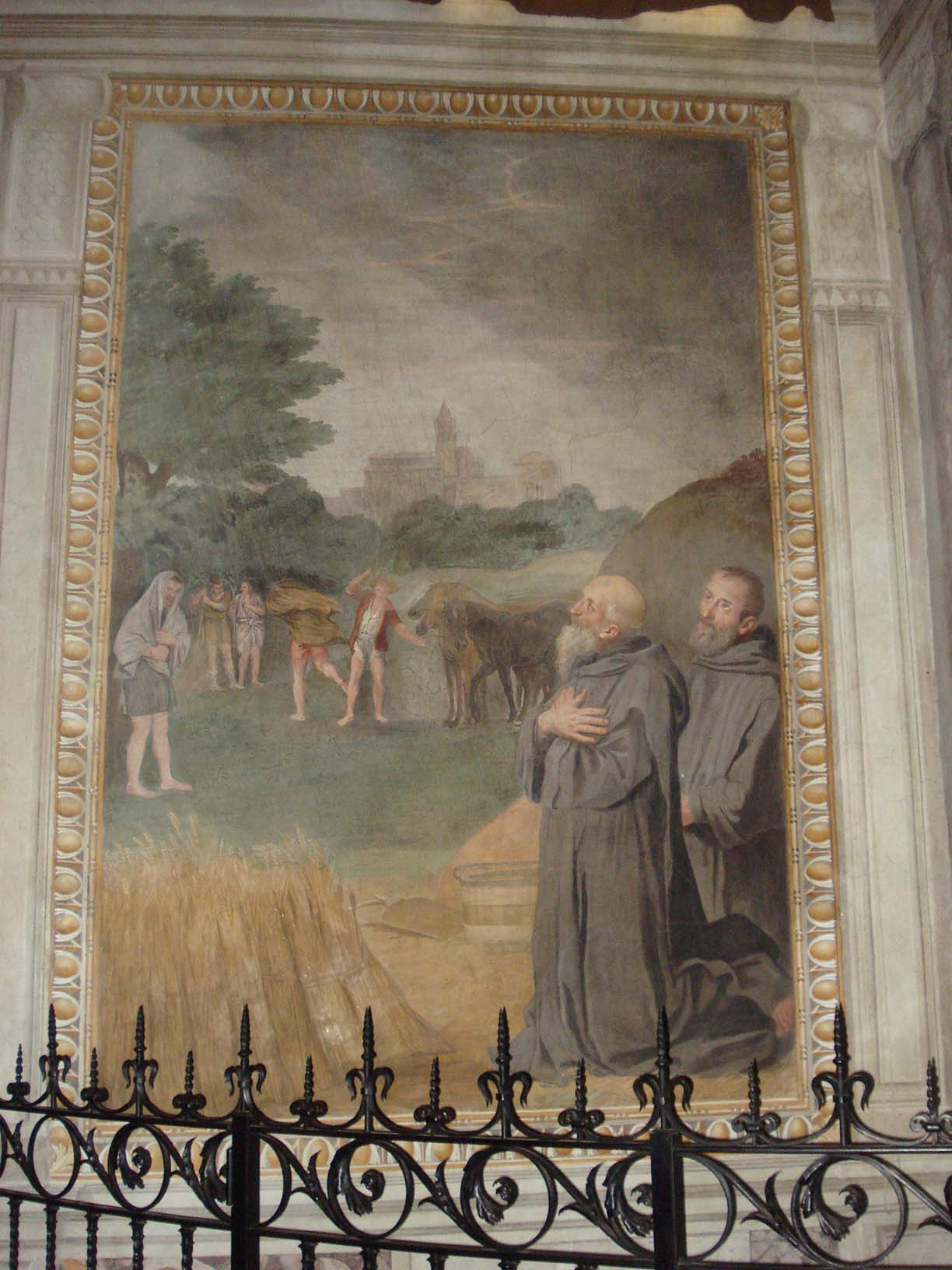
Чудо с урожаем
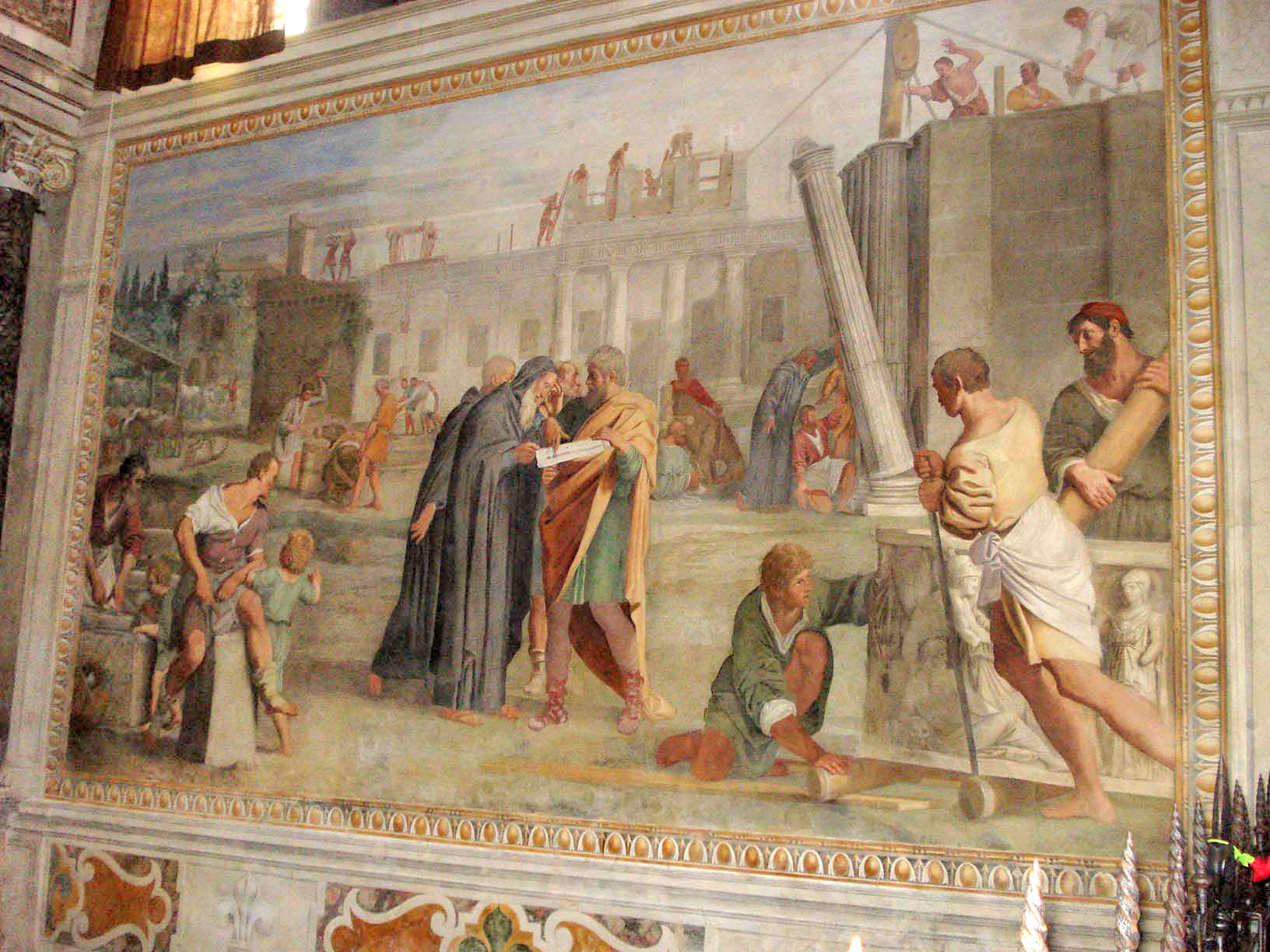
Строительство аббатства

- На левой стене находятся следующие фрески из жизни Нила Россанского (последовательно, начиная от алтаря):
  - Святой Нил изгоняет бесов из одержимого мальчика.
  - Встреча святого Нила и императора Оттона III. По легенде, Оттон III, возвращаясь из паломничества на Монте-Гаргано, посетил святого Нила в Серпери (близ Гаэты). Император предложил Нилу богатые дары на обустройство монастыря, но святой отказался от них и лишь сказал: «Ничего я не прошу у Вашего величества, кроме того, чтобы Вы заботились о спасении своей души». На фреске спешившийся и оставивший позади свиту юный император обнимает престарелого инока. Святой Нил и сопровождающие его монахи занимают лишь небольшой левый нижний угол фрески; всё остальное пространство занято многочисленной свитой правителя. Принято считать, что в императорской свите Доменикино изобразил себя и своих современников. Юноша, держащий под уздцы коня Оттона, — это автопортрет художника. В двух мужчинах, стоящих по другую сторону той же лошади, исследователи видят Гвидо Рени и Гверчино.  Справа от них в виде белокурого пажа Доменикино изобразил свою возлюбленную Розу Фаллани из Фраскати. В правом углу картины неловко слезает с коня управляющий кардинала Фарнезе, обычно задерживавший оплату трудов художника.
  - Явление Христа святому Нилу. По преданию, когда святой молился перед распятием, Христос оторвал правую руку от креста и благословил Нила.
- На правой стене находятся следующие фрески из жизни Варфоломея (последовательно, начиная от алтаря):
  - Явление Богородицы Нилу и Варфоломею: она вручает им золотое яблоко как знак Своего благоволения и указывает устроить монастырь в Гроттаферрате.
  - Строительство аббатства. В центре святой Варфоломей обсуждает план работ с архитектором; предположительно, под видом последнего Доменикино изобразил своего учителя Аннибале Карраччи. На заднем плане сцена из жития Варфоломея, в которой дряхлый инок по благословению настоятеля одной рукой останавливает падающую колонну. Фреска заполнена многочисленными второстепенными персонажами — строителями и крестьянами, так что картина распадается на множество мелких бытовых сюжетов.
  - Чудо с урожаем. Ещё одна сцена из жития святого Варфоломея: святой своими молитвами останавливает внезапно начавшийся смерч, грозящий уничтожить только что собранную пшеницу.

## Монастырская библиотека
Библиотека Гроттаферраты сохранила для современности значительное количество латинских и греческих рукописей, а также первопечатных изданий. Основатели обители Нил Россанский и Варфоломей Младший учили иноков заниматься не только сельским хозяйством, но и перепиской книг. Святой Нил был изобретателем особой системы сокращений в тексте, являющейся оригинальным признаком особой школы письма (обычно называется по его имени «нилианской»). В Гроттаферрате сохранились три рукописи, лично исполненные святым Нилом. Кроме того, основатели монастыря привезли с собой коллекцию кодексов из своей родной Калабрии.
В дальнейшем собрание рукописей Гроттаферраты последовательно пополнялось благодаря труду иноков — переписчиков. Значительный вклад в библиотеку Гроттаферраты принадлежит кардиналу Виссариону Никейскому, привезшему с собой много книг из захваченного турками Константинополя, а затем последовательно изымавшему рукописи из подведомственных ему греческих монастырей Южной Италии. В последующие века греческие книги аккумулировались в Гроттаферрате, так как монастырь был основным центром ордена василиан.
Несмотря на то, что значительная часть книжного собрания Гроттаферраты была изъята во время французской оккупации (1809—1814) и после объединения Италии, монастырская библиотека по-прежнему остаётся значительной. В настоящее время в Гроттаферрате хранится 1197 манускриптов (575 — на греческом, 622 — на латинском языках), 71 печатная книга XV века, 700 книг XVI века, 50 000 книг более позднего выпуска. С 1931 года на территории монастыря работает лаборатория по восстановлению древних книг и рукописей (вторая в Италии после Ватиканской библиотеки).
В числе «светских» сокровищ Гроттаферраты:
- манускрипт V века, содержащий части «Географии» Страбона;
- наиболее полный текст византийского романа «Дигенис Акрит» (XII век);
- полный сборник поэм Христофора Митиленского (XI век);
- кодекс, содержащий собственноручные записи Мануила II Палеолога (принадлежал последовательно Иоанну VIII Палеологу и Виссариону Никейскому).

Кроме того, важное значение сохранившиеся в Гроттаферрате богослужебные книги, содержащие информацию о ранних этапах формирования византийского обряда, в том числе об особенностях богослужебной жизни церквей этого обряда в Южной Италии. Для изучения византийской мелургии очень важны хранящиеся в Гроттаферрате 50 певческих рукописей, в которых встречаются все типы нотированных богослужебных книг.

## Гроттаферрата иРусское Зарубежье

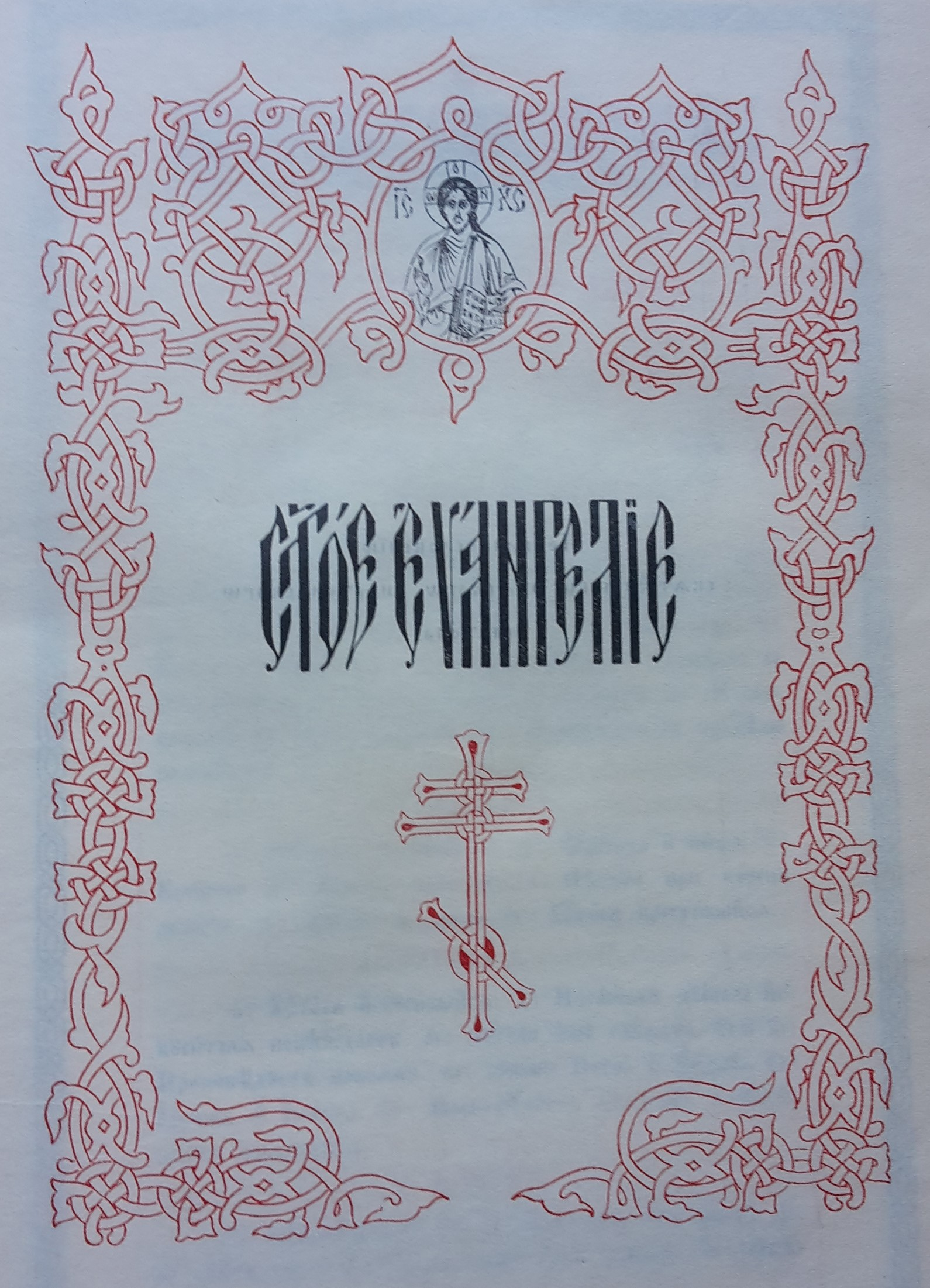
Образец кирилической печати типографии монастыря Гроттаферрата, Титульный лист Богослужебного Евангелия
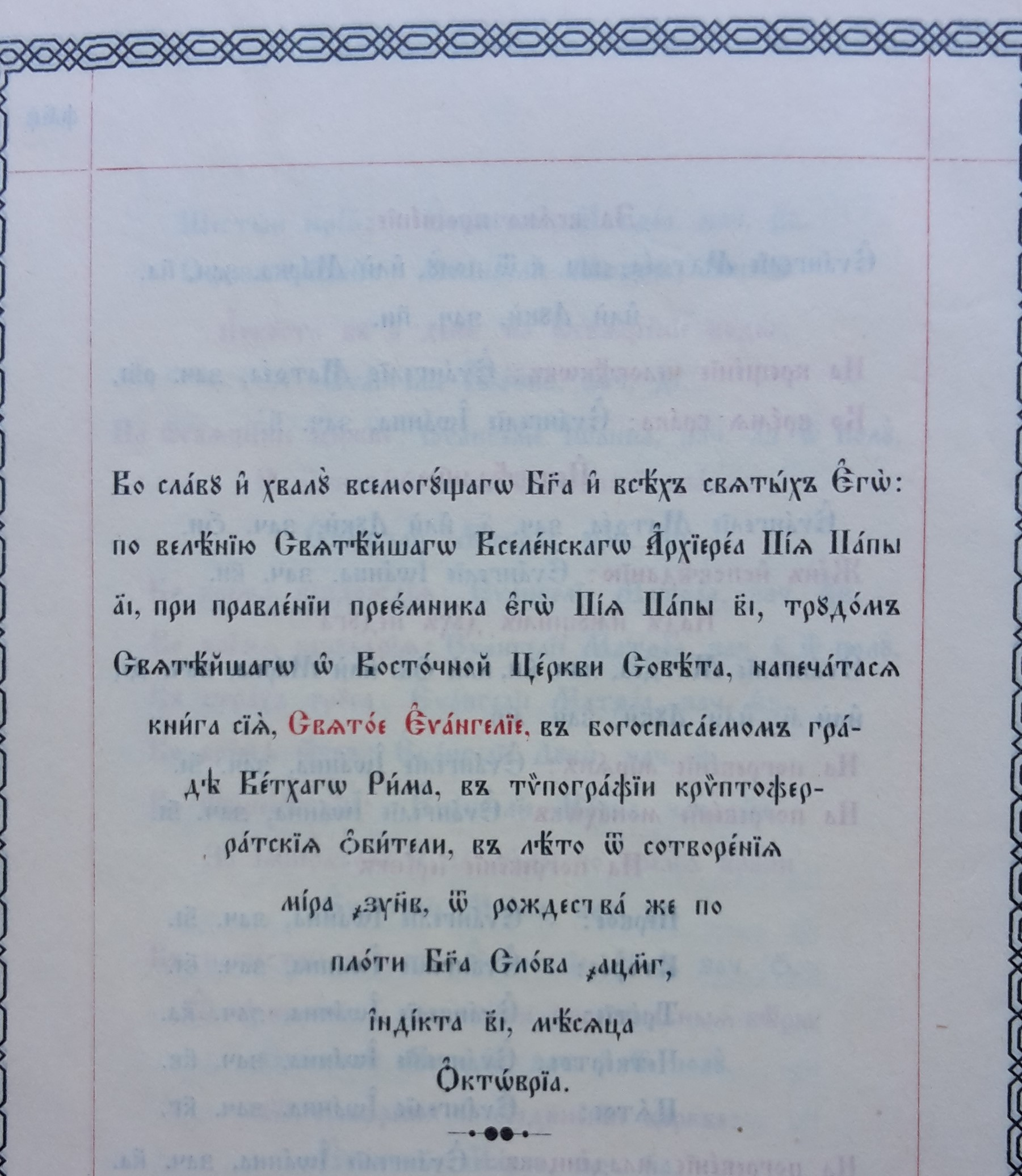
Выходные данные Богослужебного Евангелия, печать типографии монастыря Гроттаферрата

Монастырь посещали, жили в нем, работали на научном и издательском поприще представители Русского апостолата: епископ Александр Евреинов (впоследствии в нём похороненный), экзарх Леонид Федоров, протоиерей Александр Сипягин, священник Кирилл Королевский, протопресвитер Николай Толстой и журналист, историк Владимир Забугин. В типографии монастыря Издательством Криптоферратской обители издавались богослужебные и вероучительные книги для Русского апостолата,.